# O Balé da Chuva
O Balé na Chuva é um filme de curta-metragem brasileiro de 2014, do gênero drama e fantasia, escrito e dirigido por Henrique Faria. É uma adaptação do livro "O Balé da Chuva", de Marilza Conceição.

## Sinopse
Durante uma noite de tempestade, Lalá (Ariane Gomes) não consegue dormir. Sua mãe Eugênia (Letícia Sabatella), de forma lúdica e carinhosa, lhe ensina a não temer a chuva ao mesmo tempo que conversa com ela sobre a perda do pai.

## Elenco
- Letícia Sabatella como Eugênia, a mãe
- Ariane Gomes como Lalá, a filha
- Andrew Knoll como o pai